# Novyi Buh
Novyi Buh (em ucraniano:  Новий Буг) é uma cidade da Ucrânia, situada no Oblast de Mykolaiv. Tem 12 km² de área e sua população em 2020 foi estimada em 15.106 habitantes.